# David Tattersall
David Tattersall (født 14. november 1960) er en britisk filmfotograf som har arbejdet med mange blockbustere gennem tiderne, og som har vundet en Emmy for cinematografien i The Young Indiana Jones. Han er kendt for at have arbejdet meget med George Lucas og Frank Darabont.

## Udvalgt filmografi

### Film
- Radioland Murders (1994)
- The Wind in the Willows (1996)
- Con Air (1997)
- Soldier (1998)
- Star Wars Episode I: Den usynlige fjende (1999)
- Den Grønne Mil (1999)
- Vertical Limit (2000)
- The Majestic (2001)
- Star Wars Episode II: Klonernes angreb (2002)
- Die Another Day (2002)
- Lara Croft Tomb Raider: The Cradle of Life (2003)
- XXX: State of the Union (2005)
- Star Wars Episode III: Sithfyrstens hævn (2005)
- The Hunting Party (2007)
- Next (2007)
- Speed Racer (2008)
- The Day The Earth Stood Still (2008)
- Tooth Fairy (2010)
- Seeking Justice (2011)
- Gullivers rejser (2011)
- Journey 2: The Mysterious Island (2012)
- Paranoia (2013)
- Romeo og Julie (2013)
- Flight 7500 (2014)

### TV
- The Young Indiana Jones (1992-1993)
- The Walking Dead (2010)
- Mob City (2013)